# Đuba
Đuba is een plaats in de gemeente Umag in de Kroatische provincie Istrië. De plaats telt 86 inwoners (2001).